# دهه ۱۸۸۰ در جامعه‌شناسی
در دهه ۱۸۸۰ در جامعه‌شناسی (به انگلیسی: 1880s in sociology) رویدادهای زیر رخ داد:

## ۱۸۸۱
- پیر گیوم فردریک لو پلی مجله جامعه‌شناسی اصلاحات اجتماعی منتشر کرد.

## ۱۸۸۲
- از فریدریش نیچه «حکمت شادان» منتشر شد.
- از لزلی استفان «علم اخلاق» منتشر شد.

## ۱۸۸۳
- از لستر فرانک وارد «جامعه‌شناسی پویا» منتشر شد.
- از فرانسیس گالتون «تحقیقات در مورد دانشکده انسانی و توسعه آن» منتشر شد.
- از توماس هیل گرین «پیش‌نامه‌های اخلاقی» منتشر شد.
- از لودویگ گامپلویچ کتاب مبارزه نژادی منتشر شد.
- از کارل منگر «تحقیقات در روش علوم اجتماعی با ارجاع ویژه به اقتصاد» منتشر شد.
- از فریدریش نیچه چنین گفت زرتشت منتشر شد.
- از هنری سیجویک «اصول اقتصاد سیاسی» منتشر شد.
- از ویلیام گراهام سامنر «طبقات اجتماعی به یکدیگر بدهکارند» منتشر شد.

### تولد
- ۸ فوریه: جوزف شومپیتر

### درگذشتگان
- ۹ مارس: آرنولد توین‌بی
- ۱۴ مارس: کارل مارکس

## ۱۸۸۴
- از فریدریش انگلس' «منشأ خانواده، مالکیت خصوصی و دولت» منتشر شد.
- از کارل منگر اشتباهات تاریخ گرایی منتشر شد.
- از گایتانو موسکا «نظریه دولت‌ها و حکومت پارلمانی» منتشر شد.
- بنیاد جامعه فابیان

## ۱۸۸۵
- از لودویگ گامپلویچ طرح کلی برای جامعه‌شناسی" منتشر شد.
- از هنری جیمز سامنر ماین "حکومت مردمی" منتشر شد.
- جلد دوم سرمایه کارل مارکس منتشر شد. (ویرایش شده توسط فریدریش انگلس).

## ۱۸۸۶
- از فریدریش نیچه «فراسوی نیک و بد» منتشر شد.
- از خوزه ریزال یکشنبه نخل در برلین منتشر شد.

## ۱۸۸۷
- از فریدریش نیچه «تبارشناسی اخلاق» منتشر شد.
- از فردیناند تونیس کتاب گمنشافت و گزلشافت یا  اجتماع و جامعه منتشر شد.

## ۱۸۸۸
- از جیمز برایس مشترک المنافع آمریکا منتشر شد.

### تولد
- ۶ ژوئیه: یوگن روزنستاک-هوسی

### درگذشتگان
- ۳ فوریه: هنری جیمز سامنر ماین

## ۱۸۸۹
- جین آدامز زیستگاه اجتماعی را در شیکاگو تاسیس کرد.
- از هنری برگسون «زمان و اراده آزاد» منتشر شد.
- از خوزه ریزال مقاله سیاسی اجتماعی فیلیپینی ها در صد سال در مادرید منتشر شد.